# Sharyn McCrumb
Sharyn McCrumb (n. 26 februarie 1948, Wilmington⁠(d), Carolina de Nord, SUA) este o scriitoare americană de literatură științifico-fantastică.
A publicat 29 de cărți, cele mai cunoscute fiind cele 13 romane din seria Ballad (The Ballad Novels), serie care are loc în munții Apalași dintre Carolina de Nord și Tennessee.
A primit numeroase premii, printre care Premiul Agatha pentru cel mai bun roman, Premiul Agatha pentru cea mai bună povestire, Premiul Anthony pentru cel mai bun roman, Premiul Edgar pentru cea mai bună carte cu copertă broșată și altele.

## Lucrări scrise

### SeriaBallad
- McCrumb, Sharyn (1990). If Ever I Return, Pretty Peggy-O. Scribner. ISBN 978-0-684-19104-1.
- McCrumb, Sharyn (1992). The Hangman's Beautiful Daughter. Scribner. ISBN 0-684-19407-4.
- McCrumb, Sharyn (1994). She Walks These Hills. Scribner's. ISBN 0-684-19556-9.
- McCrumb, Sharyn (1996). The Rosewood Casket. Dutton. ISBN 0-525-94011-1.
- McCrumb, Sharyn (1998). The Ballad of Frankie Silver. Dutton. ISBN 978-0-340-71714-1.
- McCrumb, Sharyn (2001). The Songcatcher. Dutton. ISBN 0-525-94488-5.
- McCrumb, Sharyn (2003). Ghost Riders. Dutton Adult. ISBN 0-525-94718-3.
- McCrumb, Sharyn (2010). The Devil Amongst the Lawyers. Thomas Dunne Books. ISBN 978-0-312-55816-1.
- McCrumb, Sharyn (2011). The Ballad of Tom Dooley: A Novel (Appalachian Ballad). Thomas Dunne Books. ISBN 978-0-312-55817-8.
- McCrumb, Sharyn (2013). King's Mountain. Thomas Dunne Books. ISBN: 978-1-250-011404
- McCrumb, Sharyn (2014). Nora Bonesteel's Christmas Past. Abingdon Press. ISBN: 9781426754210
- McCrumb, Sharyn (2016). Prayers the Devil Answers. Atria Books. ISBN: 9781476772813
- McCrumb, Sharyn (2017). The Unquiet Grave. Atria Books. ISBN: 9781476772875

### SeriaSt. Dale
În 2005, fan NASCAR, McCrumb a scris primul roman al seriei St. Dale.
- McCrumb, Sharyn (2005). St. Dale. Kensington. ISBN 0-7582-0776-X.
- McCrumb, Sharyn (2007). Once Around the Track. Kensington. ISBN 978-0-7582-0778-4.
- McCrumb, Sharyn; Edwards, Adam (2010). Faster Pastor. Ingalls Publishing Group. ISBN 978-1-932158-88-5.

### RomaneElizabeth MacPherson
- McCrumb, Sharyn (1984). Sick of Shadows. Avon Books. ISBN 978-0-380-87189-6.
- McCrumb, Sharyn (1985). Lovely in Her Bones. Avon Books. ISBN 978-0-380-89592-2.
- McCrumb, Sharyn (1986). Highland Laddie Gone. Avon Books. ISBN 978-0-380-89910-4.
- McCrumb, Sharyn (1988). Paying the Piper. Ballantine Books. ISBN 0-345-34518-5.
- McCrumb, Sharyn (1990). The Windsor Knot. Ballantine Books. ISBN 0-345-36583-6.
- McCrumb, Sharyn (1991). Missing Susan. Ballantine Books. ISBN 0-345-36575-5.
- McCrumb, Sharyn (1992). MacPherson's Lament. Ballantine Books. ISBN 978-0-345-36576-7.
- McCrumb, Sharyn (1995). If I'd Killed Him When I Met Him. Ballantine Books. ISBN 978-0-345-38229-0.
- McCrumb, Sharyn (2000). The PMS Outlaws. Wheeler Publishing. ISBN 978-1-56895-935-1.

### RomaneJay Omega
Acestea sunt romane satirice amplasate în lumea convențiilor și fandomului științifico-fantastic. 
- McCrumb, Sharyn (1988). Bimbos of the Death Sun. TSR. ISBN 0-88038-455-7.
- McCrumb, Sharyn (1992). Zombies of the Gene Pool. Simon & Schuster. ISBN 0-671-70526-1.

### Colecții de povestiri
- McCrumb, Sharyn (1985). Our Separate Days. (Co-author: Mona Walton Helper)
- McCrumb, Sharyn (1997). Foggy Mountain Breakdown and Other Stories. Ballantine Books. ISBN 0-345-41493-4.